# Jöchelspitze
Jöchelspitze är en bergstopp i Österrike.   Den ligger i distriktet Reutte och förbundslandet Tyrolen, i den västra delen av landet, 500 km väster om huvudstaden Wien. Toppen på Jöchelspitze är 1 930 meter över havet.
Terrängen runt Jöchelspitze är bergig. Runt Jöchelspitze är det ganska glesbefolkat, med 26 invånare per kvadratkilometer.. Närmaste större samhälle är Mittelberg, 15,4 km väster om Jöchelspitze. 
I omgivningarna runt Jöchelspitze växer i huvudsak barrskog.